# Kim Na-jong
Kim Na-jong (* 6. leden 1988) je bývalá korejská zápasnice-judistka.

## Sportovní kariéra
V jihokorejské reprezentaci se pohybovala od roku 2006 v těžké váze nad 78 kg. Připravovala se na univerzitě v Jonginu. V roce 2008 se kvalifikovala na olympijské hry v Pekingu, kde ve druhém kole nestačila v boji na zemi na Číňanku Tchung Wen. Přes opravy se probojovala do boje o třetí místo, ve kterém nestačila v boji o úchop na o hlavu menší, ale mobilnější Slovinku Luciji Polavderovou. Obsadila páté místo. V roce 2012 se kvalifikovala na olympijské hry v Londýně, kde vypadla v úvodním kole s Kazaškou Güldžan Isanovovou. Sportovní kariéru ukončila v roce 2014.

### Vítězství na mezinárodních turnajích
- 2009 - 2 světový pohár (Ulánbátar, Suwon)
- 2010 - 1x světový pohár (Taškent)
- 2011 - 2x světový pohár (Oberwart, Taškent)
- 2013 - 1 světový pohár (Ulánbátar)

## Výsledky

### Váhové kategorie
| Turnaj            | 2006       | 2007       | 2008       | 2009       | 2010       | 2011       | 2012       |
| Turnaj            | 18         | 19         | 20         | 21         | 22         | 23         | 24         |
| Turnaj            | těžká váha | těžká váha | těžká váha | těžká váha | těžká váha | těžká váha | těžká váha |
| ----------------- | ---------- | ---------- | ---------- | ---------- | ---------- | ---------- | ---------- |
| Olympijské hry    |            |            | 5.         |            |            |            | úč.        |
| Mistrovství světa |            | úč.        |            | úč.        | 5.         | úč.        |            |
| Asijské hry       | 3.         |            |            |            | 3.         |            |            |
| Mistrovství Asie  |            | —          | 5.         | 3.         |            | 2.         | 3.         |
| Univerziáda       |            | —          |            | —          |            | 2.         |            |
| Akademické MS     | 5.         |            |            |            |            |            |            |
| MS juniorů        | 3.         |            |            |            |            |            |            |

### Bez rozdílu vah
| Turnaj            | 2006 | 2007 | 2008 | 2009 | 2010 | 2011 | 2012 |
| Turnaj            | 18   | 19   | 20   | 21   | 22   | 23   | 24   |
| ----------------- | ---- | ---- | ---- | ---- | ---- | ---- | ---- |
| Mistrovství světa |      | úč.  | —    |      | 5.   | —    |      |
| Asijské hry       | —    |      |      |      | 2.   |      |      |
| Mistrovství Asie  |      | —    | —    | 2.   |      |      |      |
| Univerziáda       |      | —    |      | 3.   |      | —    |      |
| Akademické MS     | —    |      |      |      |      |      |      |